# Théâtre de La Jonquière
Le Théâtre de La Jonquière est un théâtre parisien, situé au 88 rue de La Jonquière, métro Porte de Clichy (ligne 13) dans le Quartier des Épinettes (17e arrondissement). Il a essentiellement un rôle de soutien à la jeune création. Sa salle de théâtre a une capacité de 98 places. Les réservation se font directement par téléphone au 01.42.29.78.79.